# Рециклажа лекова
Рециклажа лекова је поступак за поновно издавање лекова или поновна употреба лекова у здравственим  организацијама или од стране пацијента. Тиме се жели постићи да се неупотребљени лекови могу поново на безбедан и одговарајући начин дати другом пацијенту коме је он потребан. Сврха оваквог програма је смањење расипања лекова, чиме се остварује уштеде трошкови здравствене заштите, повећава доступност лекова и ублажава еколошки терет животне средине неупотребљеним лековима.

## Опште информације
Нови  напредак у паковању, чувању, обележавању и провери интегритета производа појединачних таблета и капсула може омогућити рециклирање одређених скупих лекова. Претходно продати, али некоришћени, лекови, ако се врате у посебне апотеке ради препродаје или донације, могу да буду јефтин извор лекова заштићених патентом. Предности таквог програма превазилазе једноставно обезбеђивање приступачних лекова сиромашнима. Рециклажа лекова може бити могућа (нарочито ако произвођачи имају обавезу да пакују блистер и дају бар код појединачне таблете и капсуле).  
Још једна корист од програма рециклаже била би информација о томе зашто пацијенти прерано престају да узимају лекове. Сакупљене информације о томе који лекови се најчешће предају су преко потребни да би се сазнало о ефективности лекова у стварном свету, нуспојавама и придржавању лека. Такви подаци би брзо указали на проблеме са одређеним лековима и сигурно би били од интереса и за фармацеутске произвођаче и за ФДА. Фармацеути који се баве рециклажом могу такође да обавесте лекаре о раном враћању виталних лекова и/или директно едукују пацијенте о потреби за наставком узимања лекова за хроничне индикације као што су дијабетес, хипертензија, дислипидемија, велика депресија, шизофренија, СИДА итд.

## Супротстављени ставови
Упркос потреби за мерама за превенцију отпада, дебата о програмима рециклаже лекова је у току. Традиционално је очекивати да потрошачи добијају лекове на рецепт из апотеке и да апотека добија лекове од поузданог извора, као што је произвођач или велетрговац. У програму рециклаже лекова, потрошачи би приступили лековима кроз мање стандардизовани ланац снабдевања. Сходно томе, јавља се забринутост за квалитет рециклираних лекова.
Многе дискусија о рециклажи лекова идентификују релевантна питања, као што су: 
- потреба,
- образложење,
- постојећи програми,
- расположиве залихе,
- датуми истека,
- нова технологија за обезбеђивање безбедности и ефикасности,
- утицај на животну средину,

Применом регулисаних процесу, праћених од стране специјализованих апотека или медицинских организација, неизвесности око употребе оваквих лекова могу се превазићи. На пример, праћење услова складиштења, укључујући температуру, светлост, влажност и мешање лекова, може допринети регулисању квалитета рециклираних лекова. У ту сврху, фармацеутско паковање би могло да се надогради сензорским технологијама, које такође могу бити дизајниране за откривање фалсификата. Такво паковање захтева почетну инвестицију, али то се може надокнадити потенцијалним уштедама које се добијају програмом рециклаже лекова. Сходно томе, рециклирање лекова изгледа економски исплативо за скупе лекове, као што су лекови за профилаксу након излагања ХИВ-у.
Алтернативно, програми рециклаже лекова могу се поставити као рутинска клиничка пракса са циљем смањења економског и еколошког оптерећења отпада од лекова. Ипак, за општу имплементацију програма рециклаже лекова, потребне су јасне професионалне смернице. Истраживање би могло пружити образложење за ове смернице. На пример, истраживање је показало да је већина пацијената спремна да користи рециклиране лекове ако се квалитет задржи. Истраживани су  захтеви за програм рециклаже лекова међу заинтересованим странеама, укључујући ширу јавност, фармацеуте и креаторe политике.
Може се претпоставити да је примена рециклаже лекова као рутинске клиничке праксе привлачна само са економске перспективе, ако уштеде премашују оперативне трошкове апотеке. У ту сврху, истраживања би требало да процене изводљивост рециклаже лекова. У Холандији, поновно издавање некоришћених оралних лекова против рака тренутно се тестира у рутинској клиничкој пракси да би се утврдиле уштеде у процесу контролисаног квалитета. Ови подаци би могли да помогну креаторима политике да дају приоритет рециклажи лекова у свакодневном раду, чиме би се олакшале смернице за општу примену рециклаже лекова.

## Донаторска пракса

### Донирање лекова у матичној земљи
У неким земљама програми рециклаже лекова успешно функционишу као донаторска пракса тако што се неупотребљени лекови донирају онима који до њих не могу доћи. Како се ради о донацији обично се враћање лекова дешава без финансијске надокнаде.
У Сједињеним Амертичким Државама програми за рециклажу лекова кроз донацију постоје у локалним заједницама.  На пример. Државни одбор за фармацију Тексаса донео је закон (ХБ 2292) који дозвољава свим врстама здравствених установа да враћају лекове на рецепт у апотеке (које морају бити сертификована од стране фармацеута консултанта) као запечаћени у оригиналном неотвореном паковању произвођача који је заштићен од неовлашћеног отварања (било да је појединачно упаковано или упаковано у паковање са јединичном дозом). Фармацеут у пријемној апотеци у моменту пријема лека мора да прегледа и обезбеди интегритет производа. Заштита одговорности за све учеснике у правилној рециклажи лекова је прописана законом.
Од 2010. Канада је увела програм за рециклажу лекова који је преузела од Сједињених Америчких Држава. Ови програми се одвијају само у одређеним апотекама, које су спремне да одговоре на посебне захтеве зе учешћа у програму рециклаже.
У Грчкој, организација ГИВМЕД се бави рециклажом лекова. Она је према евиденцији уштедела преко пола милиона евра рециклирањем скоро 60 хиљада пакета лекова од 2016. године до данас.
Међутим, у многим земљама, примена програма рециклаже лекова је ограничена.

### Донирање лекова за земље трећег света
Неке од иницијатив за рециклажу лекова фокусирају се на донирање лекова земљама трећег света. Међутим, ово је праћено етичким ограничењима због несигурности у квалитету, као и практичним ограничењима, због тога што су лекови само привремено доступни и не морају нужно да се баве локалним потребама. Светска здравствена организација је дала смернице о одговарајућим донацијама лекова, чиме је обесхрабрила праксу донирања која не узима у обзир потребе примаоца, владине политике, ефективну координацију или стандарде квалитета.